# Курчатов (платформа)
Курча́тов — остановочный пункт однопутной тепловозной линии Курск — Льгов. Находится на двухпутном перегоне Дьяконово — Лукашевка. Остановочный пункт расположен в городе Курчатов Курской области в 49 км от Курска, относится к Орловско-Курскому региону Московской железной дороги. Ранее остановочный пункт носил название «426 км». На ОП Курчатов останавливаются как пригородные поезда, так и поезда дальнего следования. Имеются 2 боковые низкие платформы. Железнодорожные кассы находятся в здании автостанции, примыкающем к первой платформе. В 2007 году было принято решение о постройке нового совмещенного авто- и железнодорожного вокзала . По состоянию на 2018 год здание вокзала достроено

## Пригородное сообщение
Пригородное сообщение осуществляется по направлениям:
- Курск — Льгов — Глушково

## Поезда дальнего следования
На остановочном пункте Курчатов делают остановку поезда дальнего следования:
| Круглогодичное обращение поездов | Круглогодичное обращение поездов | Круглогодичное обращение поездов | Круглогодичное обращение поездов |
| № поезда                         | Маршрут движения                 | № поезда                         | Маршрут движения                 |
| -------------------------------- | -------------------------------- | -------------------------------- | -------------------------------- |
| 359                              | Адлер — Калининград              | 360                              | Калининград — Адлер              |

| Сезонное обращение поездов | Сезонное обращение поездов | Сезонное обращение поездов | Сезонное обращение поездов |
| № поезда                   | Маршрут движения           | № поезда                   | Маршрут движения           |
| -------------------------- | -------------------------- | -------------------------- | -------------------------- |
| 467                        | Адлер — Смоленск           | 468                        | Смоленск — Адлер           |

## Фотографии
- Автостанция и железнодорожные кассы
- Общий вид ОП Курчатов
- Вторая платформа